# Dark Globe
A Dark Globe vagy más néven Wouldn't You Miss Me Syd Barrett első szólóalbumáról, a The Madcap Laughs-ról származó dal, amit legutolsóként vettek fel. A dal szövegében véleményt formál Syd a Pink Floyd tagjairól és hogy milyen könnyen ki tudták tenni őt a zenekarból.
A dalt feldolgozta az R.E.M. a Document és Green albumuk turnéján, majd 1989-ben megjelent az Orange Crush kislemezen is, 1993-ban pedig az Everybody Hurts kislemez brit gyűjtődobozos verziójában jelent meg. A The Pink Floyd & Syd Barrett Story című DVD-n egy interjúban azt mondta Roger Waters, hogy mikor visszanézte az R.E.M.-es Dark Globe felvételt, teljesen meglepődött azon, hogy mennyire nyersen adta elő Michael Stipe a dalt. A számot még a Placebo, Gene Ween és a Soundgarden is feldolgozta élőben.
A dalt újra elővette David Gilmour, a Pink Floyd gitáros-énekese, 2006 júliusában és augusztusában az On an Island turnéja alatt, majd egy évvel később az újra kiadott Arnold Layne kislemezen a harmadik helyen szerepelt a szám.

## Külső hivatkozások
- Syd Barrett hivatalos oldala (angolul)
- David Gilmour hivatalos oldala (angolul)